# Rekreatur
Rekreatur es el tercer álbum de la banda alemana Equilibrium que salió a la venta el 18 de junio de 2010 a través de la discográfica Nuclear Blast.

## Lista de canciones

### Disco
1. "In Heiligen Hallen"    06:11
2. "Der Ewige Sieg"        04:16
3. "Verbrannte Erde"       05:43
4. "Die Affeninsel"        05:08
5. "Der Wassermann"        06:32
6. "Aus Ferner Zeit"       09:21
7. "Fahrtwind"             04:49
8. "Wenn Erdreich Bricht"  06:59
9. "Kurzes Epos"           13:02

### Bonus CD (versiones acústicas)
1. "Der Ewige Sieg"        04:18
2. "Nach dem Winter"       04:11
3. "Blut im Auge"          04:43
4. "Die Prophezeiung"      05:09
5. "Heimwärts"             02:32